# Словенські землі

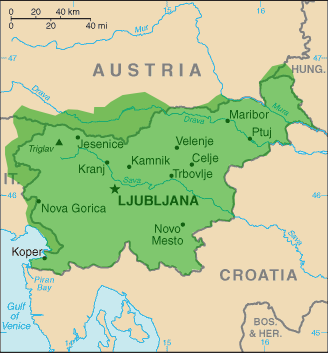
Приблизна територія історично відома як «Словенські землі» показані зеленим

Словенські землі (словен. Slovenske dežele або скорочено Slovensko, нім. Slowenische Länder або архаїчно нім. Windische Länder) — історичне найменування для всіх словенських теренів в Центральній Європі. Це більш-менш відповідає сучасній Словенії та прилеглим територіям в Італії, Австрії та Угорщині.

## Термінологія
Протягом більшої частини словенської історії, словенська етнічна територія належала різним державам, хоча переважна більшість стала частиною Габсбурзької монархії до кінця XV століття. До кінця першої світової війни, сучасна Словенія була розділена між австрійськими провінціями Крайна, Каринтія, Штирія і Австрійське Примор'я, з невеликою частиною що належало до Угорського королівства. Саме слово Словенія не існувало до початку ХІХ століття, коли воно було придумано для досягнення політичних цілей словенськими романтичними націоналістами, швидше за все, ученим лінгвістом Єрней Копітар. Термін став використовуватися тільки з 1840-х, коли прагнення до політичної автономії Об'єднаної Словенії в Австрійській імперії було вперше висунуто в ході Весни націй. 29 жовтня 1918 року, словенці оголосив незалежність від Австро-Угорської імперії і створили Державу словенців, хорватів і сербів, Словенія де-факто стала окремою в адміністративному і політичному відношенні. Хоча Словенія не існує як автономна адміністративна одиниця між 1921 і 1941, Дравська Бановина в Королівстві Югославія часто називається просто «Словенія», навіть у деяких офіційних документах До цього часу термін «словенські землі» і «Словенія» не є правильним терміном для опису території сучасної Словенії та сусідніх областей

## Географія

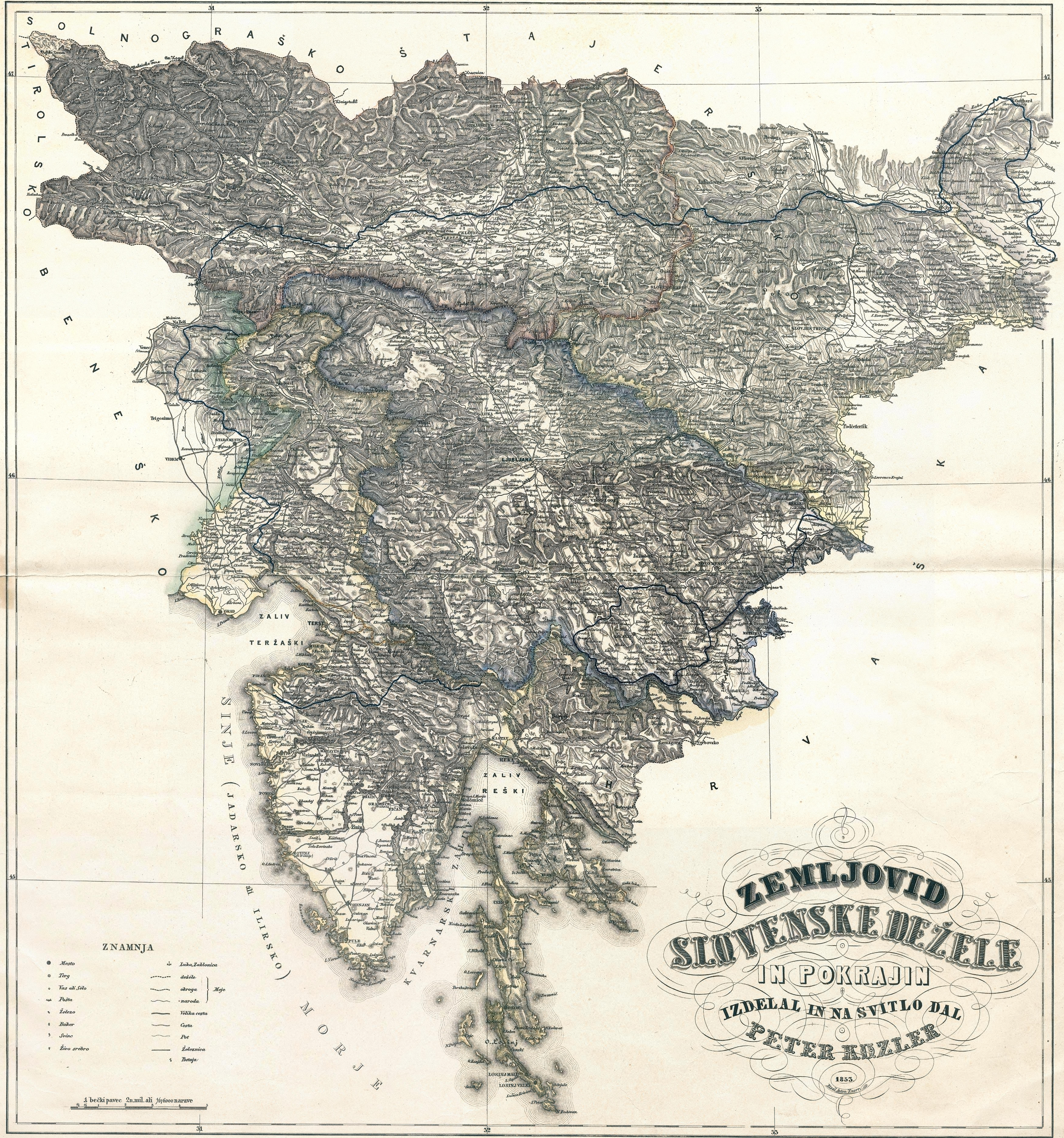
Мапа словенських земель Петру Козлера, надрукована під час Весни Націй в 1848 році

У XIX столітті території, що розглядались як частина словенських земель, були такі:
- Крайна
- Південна Каринтія
- Нижня Штирія
- Словенська марка в окрузі Ваш Угорського королівства і в прилеглих зонах округу Зала (Белтинці, Турнішче, Велика Поляна, Кобильє)
- Йєннерсдорф в королівстві Угорщина (нині Бургенланд, Австрія);
- Більша частина округу Гориця і Градишка, за винятком низовин на південний захід від Градишки і Кормонс, які були частиною історичної Фріулі.
- Імперське Вільне місто Трієст
- Північна Істрія, сучасні муніципалітети Копер, Ізола, Піран, Хрпеле - Козина, Муджа і Долина
- Венеційська Словенія, до 1797 року частина Венеційської республіки, пізніше Королівства Ломбардія-Венеція

Жумберак та район навколо Чабар, сьогодні відносяться до Хорватії, протягом довгого часу були у складі герцогства Крайна, тому зазвичай розглядаються як частина словенських земель, особливо під час появи романтичного націоналізму в XIX столітті, коли точну етнічну межу між словенцями і хорватами ще не було визначено.
Не всі території, що іменується «словенські землі», завжди мали словенську більшість. Кілька міст, особливо в Нижній Штирії, мали німецьку більшість на кінець кінця 1910-х років особливо Марибор, Целе і Птуй. Територія навколо Кочев'є в Нижній Крайні, відома як округ Готшеє, мала переважно німецькомовне населення між XIV століттям і 1941, коли вони були переселені згідно з угодою між Нацистською Німеччиною та італійськими фашистами. Аналогічний «німецькомовний острів» в рамках словенської етнічної території існував в сучасній італійській комуні Тарвізіо, який належав до герцогства Каринтія до 1919 року. У місті Трієст, чия територія муніципального утворення була розцінена словенцями як невід'ємна частина словенських земель, завжди мала романомовну більшість (в першу чергу фріульську, венеційську і італійську). Аналогічна ситуація в місті Гориця, яке було основним релігійним центром словенської землі протягом століть, але мало змішане італійсько-словенське і Фріулі-німецьке населення. Міста Копер, Ізола і Піран, оточені етнічними словенськими поселеннями, були населені майже виключно італійцями, що говорили венеційською до Істрійського переселення в кінці 1940-х і 1950-х роках, як і терени у комуні Муджа. У південній Каринтії, процес германізації почався в кінці 1840-х років, створюється кілька німецькомовних районів на словеномовних теренах. З кінця 1950-х роках, у південній Каринтії німецькомовна більшість, із словенською меншиною, що проживає розсіяно по всьому краю.